# Bitwa pod Antonowem

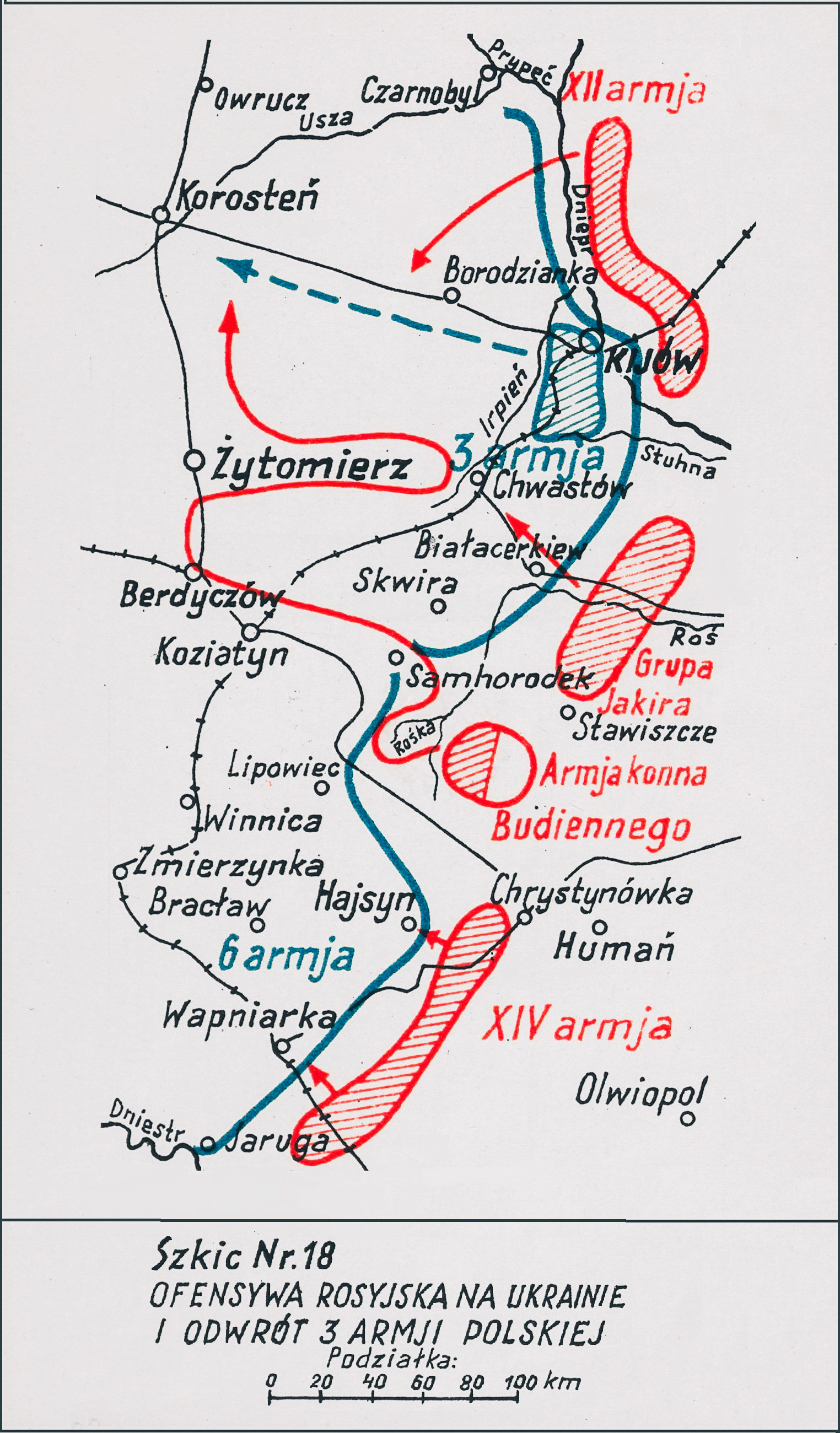
Adam Przybylski,
Wojna polska 1918–1921

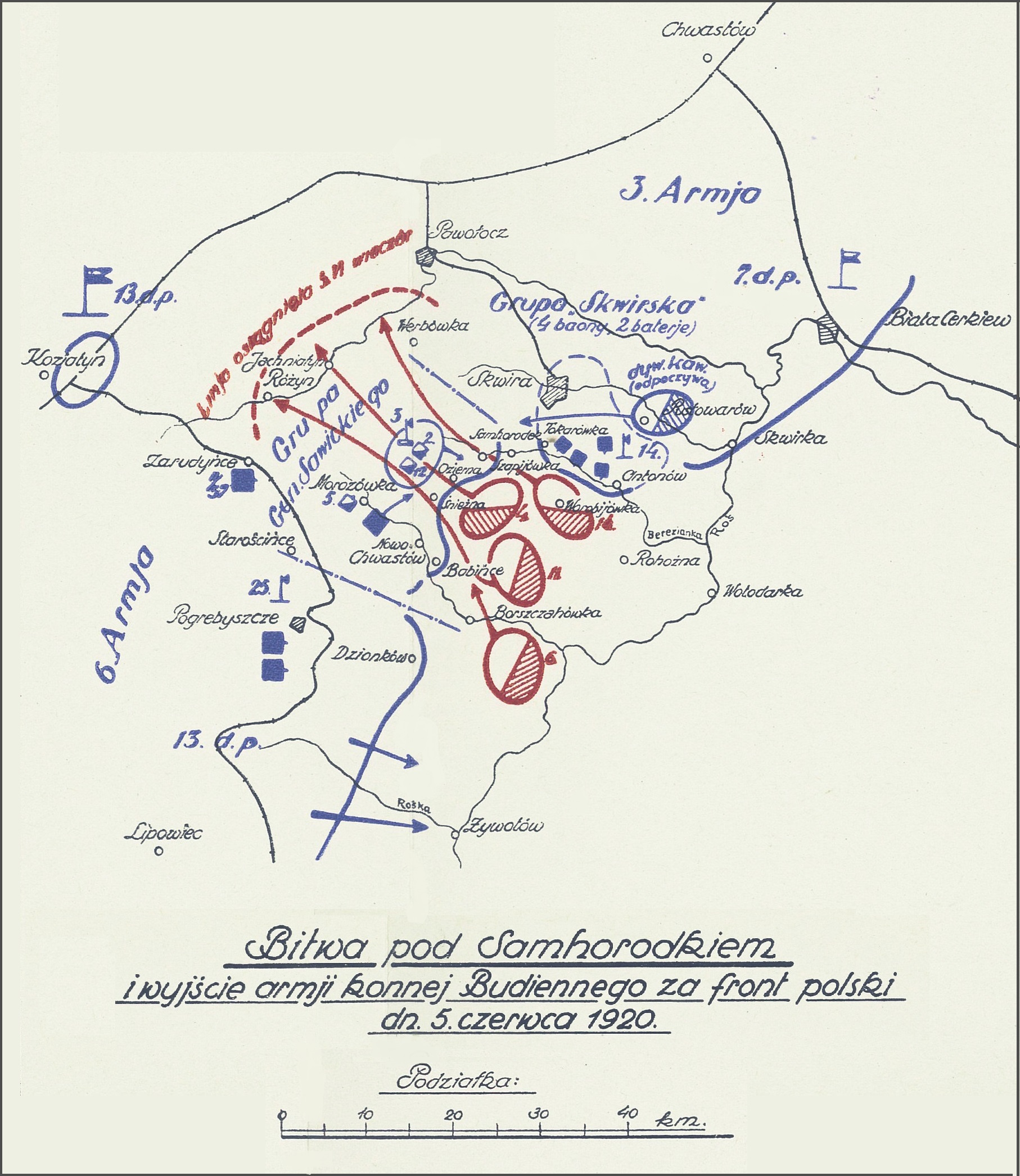
Gen. Tadeusz Kutrzeba
Wyprawa kijowska 1920 roku

Bitwa pod Antonowem – walki oddziałów grupy „Skwirskiej” z oddziałami sowieckich 11. i 14 Dywizji Kawalerii z  1 Armii Konnej Siemiona Budionnego toczone w okresie ofensywy Frontu Południowo-Zachodniego w czasie wojny polsko-bolszewickiej.

## Sytuacja ogólna
25 kwietnia rozpoczęła się polska ofensywa na Ukrainie. Przeprowadzona w dwóch fazach operacja zaczepna polskich armii zakończyła się spektakularnym sukcesem. Zajęcie 7 maja Kijowa i utworzenie przedmościa na wschodnim brzegu Dniepru zakończyło polską ofensywę na Ukrainie.
Po zakończeniu walk większość uczestniczących w niej jednostek polskich zorganizowała obronę punktową, a front ustabilizował się na linii od Prypeci, wzdłuż Dniepru, przez Białą Cerkiew, Skwirę, Lipowiec, Bracław, Wapniarkę do Jarugi nad Dniestrem.
Armia Czerwona wykorzystała ten czas na reorganizację sił i przygotowanie ofensywy. 26 maja 1 Armia Konna Siemiona Budionnego uderzyła na polskie pozycje, ale próba przełamania obrony polskiej 13 Dywizji Piechoty nie powiodła się. Po porażkach pod Napadówką, Annówką i Dziuńkowem dowódca 1 Armii Konnej Siemion Budionny dokonał przegrupowania sił i skoncentrował swoje oddziały naprzeciw styku polskich 3 Armii gen. Edwarda Śmigłego-Rydza i 6 Armii gen. Wacława Iwaszkiewicza.
Nowo mianowany dowódca Frontu Ukraińskiego gen. Antoni Listowski zamierzał uprzedzić uderzenie 1 Armii Konnej. Utworzona na prawym skrzydle 3 Armii Grupa „Skwirska” gen. Eugeniusza Pogorzelskiego miała nacierać znad Skwirki w kierunku południowo-zachodnim, na prawe skrzydło 1 Armii Konnej. Do natarcia na jej lewe skrzydło przygotowywała się 13 Dywizja Piechoty ze składu 6 Armii. W rejonie Szamrajówka – Ruda stacjonowała Dywizja Jazdy gen. Aleksandra Karnickiego.

## Walki pod Antonowem
Grupa Skwirska  gen. Eugeniusza Pogorzelskiego, skoncentrowana pod Skwirą, otrzymała zadanie, by we współdziałaniu z Dywizją Jazdy gen. Aleksandra Karnickiego uderzyć na skrzydło 1 Armii Konnej Budionnego. Wspólną akcją piechoty i kawalerii zamierzano rozbić 14 Dywizję Kawalerii. Dowódca Grupy skierował na Antonów trzy bataliony piechoty. Działająca na lewym skrzydle polska jazda miała za zadanie obejść miejscowość od wschodu.
4 czerwca piechota polska, maszerując wzdłuż Berezianki, podeszła do Antonowa od zachodu, a dokonująca obejścia 4 Brygada Jazdy płk. Konstantego Plisowskiego od północy i wschodu. Uderzenie z kilku stron było na tyle skuteczne, że I batalion 27 pułku piechoty, wsparty 3. i 4 szwadronem 14 pułku ułanów, zajął Antonów, a pozostałe pododdziały grupy obsadziły Tokarówkę, Szalejewkę i Tereszki. Kontratak kolejnej sowieckiej brygady zagroził artylerii Grupy. W sukurs artylerzystom ruszyły szwadrony 14 pułku ułanów. Kilkakrotnie ponawiane szarże ostatecznie zmusiły kozaków Budionnego do odwrotu. Późnym wieczorem na Antonów uderzyła brygada sowieckiej 11 Dywizji Kawalerii. Atak wsparty był kilkunastominutową nawałą ogniową. Uderzenie przyjęła na siebie 7 kompania 27 pp porucznika Ignacego Burczyńskiego i spieszony 8 pułk ułanów. Sowiecka szarża została odparta, a przeciwnik poniósł dotkliwe straty.
Porucznik Ignacy Burczyński tak wspomina ten czas:

W czasie zajmowania pozycji przez moją kompanię, zjawia się dowódca 8-go pułku ułanów z adiutantem, celem zasięgnięcia wiadomości o sytuacji. W trakcie tego z za wzgórza pokazuje się znów masa kawalerii nieprzyjacielskiej i w szybkim tempie zbliża się do stanowisk mojej kompanii. Dowódca 8-go pułku ułanów wraca do wsi. Nie mając czasu do stracenia, wydaję ostatnie zarządzenia […]. Nieprzyjaciel, podjechawszy na 1 kilometr do naszej linii rozwinął się i zaczął podsuwać się ku nam. Kawalerię dopuściłem na 700 metrów, a następnie powitałem ją silnym ogniem z karabinów maszynowych i ręcznych […]. Nieprzyjacielska kawaleria cofnęła się. Niestety radość z odbicia szarży trwała krótko, gdyż z pomiędzy szeregów nieprzyjacielskich wysunął się samochód pancerny i złowrogie swe cielsko toczył  wolno po drodze w kierunku mojej kompanii […] a z prawego skrzydła podsuwa się spieszona kawaleria, prażąc nas ogniem flankowym […]. Nasza artyleria jak na złość milczała. Samochód pancerny tymczasem posuwał się coraz bliżej […] i zasypał kompanię gradem pocisków z dwóch ciężkich karabinów maszynowych, z odległości 150 metrów[…]. Padł zabity sierżant Mastalerz i kilku szeregowych. Wreszcie odezwała się dawno upragniona nasza artyleria. Pociski zaczęły padać w środek oddziałów nieprzyjacielskich, zmuszając kawalerię rosyjską do ucieczki. Ostrzeliwujący nas samochód pancerny, widząc, że może być z nim krucho, odjechał. Nacierająca z prawego skrzydła spieszona kawaleria również wycofała się.

## Bilans walk
Zwycięstwo pod Antonowem Polacy okupili stratą około 50 poległych i rannych. Zajęcie miejscowości wyprowadziło grupę „Skwirską” i Dywizję Jazdy na prawe skrzydło 1 Armii Konnej. Zaistniała możliwość uderzenia  na tyły Budionnego. Szansy tej jednak nie wykorzystano, a dzień później Sowieci trwale przełamali front polski pod Samhorodkiem.